# Deutsch-Japanisches Center

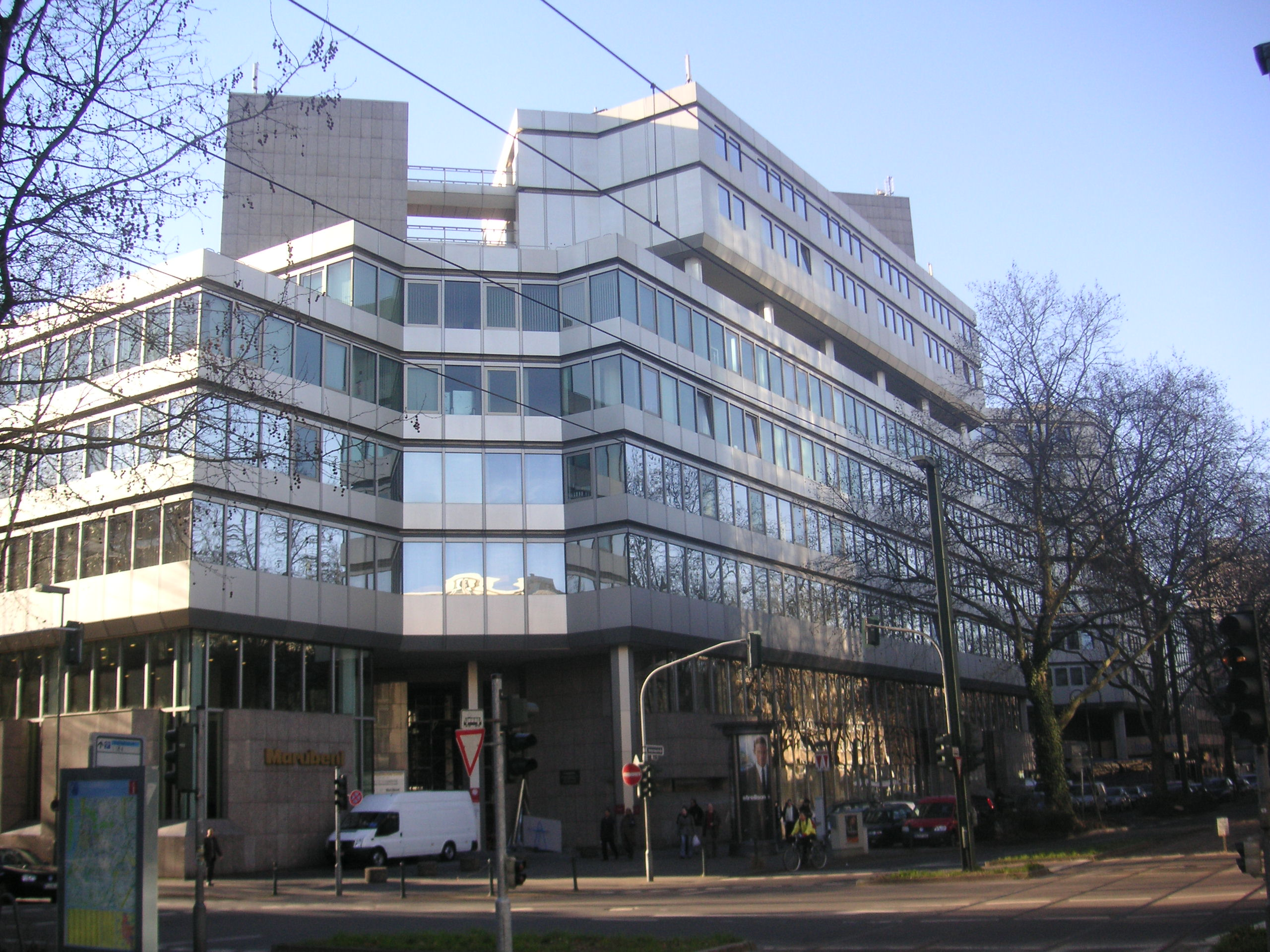
Deutsch-Japanisches Center, 2008

Das Deutsch-Japanische Center ist ein Hotel-, Geschäfts- und Bürogebäude der Nachkriegsmoderne an der Immermannstraße in Düsseldorf, das in den Jahren 1972 bis 1978 nach Plänen der Architekturfirmen Takenaka Europe sowie Hentrich, Petschnigg & Partner entstand und ein Zentrum der dortigen Japantown bildet.

## Geschichte

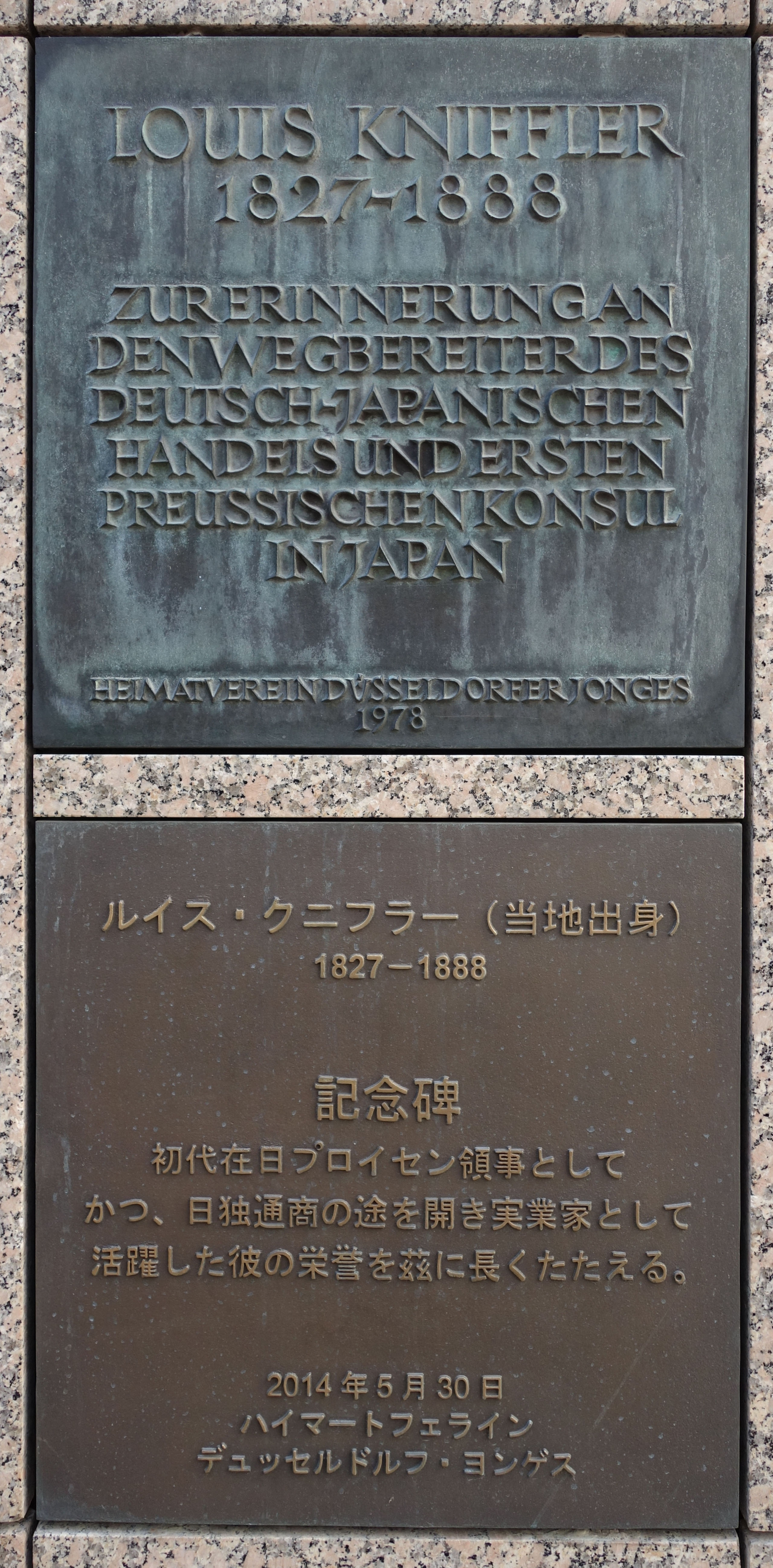
Gedenkplatten für Louis Kniffler im Innenhof

Das modernistische, zu seiner Entstehungszeit als „kolossal“ rezipierte Gebäude ist ein Immobilienprojekt einer deutschen Trägergesellschaft, an dessen Stammkapital das japanische Unternehmen Marubeni einen Anteil von 75 Prozent hielt. Ein signifikantes Bauteil des Gebäudes ist ein mit Granitplatten verkleidetes Tor an der Immermannstraße. Es ist gegenüber der Straßenachse um 45 Grad schräg aufgestellt, formuliert über mehrere Geschosse eine monumentale Portalsituation und zitiert abstrakt ein Torii der traditionellen japanischen Architektur. Innerhalb des Gebäudekomplexes, der über Geschäftslokale und Büros verfügt, die um einen Innenhof angeordnet sind, liegt das Clayton Hotel Düsseldorf, vormals Hotel Nikkō. Der alte Name des Hotels verwies auf das Hotel Nikkō-Kanaya in der japanischen Stadt Nikkō. In den Jahren 2016 bis 2018 erfolgte eine Renovierung des Viersternehotels, das fast 400 Zimmer, ein japanisches Restaurant mit Hotelbar sowie in der 11. Etage einen Spa-Bereich anbietet. Im Januar 2022 wurde bekannt, dass das Hotel von der Hotelkette Nikkō Hotels International an den irischen Hotelbetreiber Dalata Hotel Group vermietet wurde. Im Dezember des Jahres kündigte die Dalata-Gruppe an, es in „Clayton-Hotel“ umzubenennen, das japanische Konzept soll jedoch erhalten bleiben.
Im Innenhof erinnern Gedenkplatten an den Düsseldorfer Kaufmann Louis Kniffler, der von 1861 bis 1865 als preußischer Vizekonsul in Nagasaki und damit als erster Konsularbeamter des Königreichs Preußen in Japan wirkte. Er gilt als ein Pionier deutsch-japanischer Beziehungen.